# チェルタルド
チェルタルド（伊: Certaldo）は、イタリア共和国トスカーナ州フィレンツェ県にある、人口約16,000人の基礎自治体（コムーネ）。
ルネサンス期の詩人ジョヴァンニ・ボッカッチョゆかりの地である。

## 地理

### 位置・広がり
フィレンツェ県のヴァルデルサ中部に位置するコムーネ。フィレンツェのドゥオーモから約35km南西にある。
フィレンツェへは、南西に向かい、鉄道で50分、車で35分である。シエーナへは、北に向かい、鉄道で25分である。

#### 隣接コムーネ
隣接するコムーネは以下の通り。括弧内のSIはシエーナ県所属を示す。
- バルベリーノ・タヴァルネッレ (バルベリーノ・ヴァル・デルサ、タヴァルネッレ・ヴァル・ディ・ペーザ)
- カステルフィオレンティーノ
- ガンバッシ・テルメ
- モンテスペルトリ
- サン・ジミニャーノ (SI)

### 気候分類・地震分類
チェルタルドにおけるイタリアの気候分類 (it) および度日は、zona D, 1865 GGである。
また、イタリアの地震リスク階級 (it) では、zona 3 (sismicità bassa) に分類される。

## 行政

### 分離集落
チェルタルドには、以下の分離集落（フラツィオーネ）がある。
- Fiano, Sciano, Bagnano, Marcialla (in parte)

## 文化
町では、一年に何回かの祭が開催される。この中で、最も大規模で有名なのが、チェルタルド・アルトの1週間にわたる、Mercantiaである。この祭には、イタリア、ヨーロッパ、南北アメリカからのストリートパフォーマーも参加する。

## 姉妹都市
- カンタベリー （イギリス）
- ノイルッピン （ドイツ）
- 甘楽町 （日本・群馬県）[6][7]
  - 1983年10月20日 友好親善姉妹都市協定書調印

甘楽町で開催された文化行事に参加した作家カルラ・ヴァシオ (it:Carla Vasio) が、甘楽町にチェルタルド市との姉妹都市提携を提案。

## 人物
チェルタルドには『デカメロン』の作者でダンテの理解者でもあった詩人ジョヴァンニ・ボッカッチョが住んでおり（チェルタルドを出生地とする説もある）、1375年に当地で没した。